# Max Ernst Museum Brühl

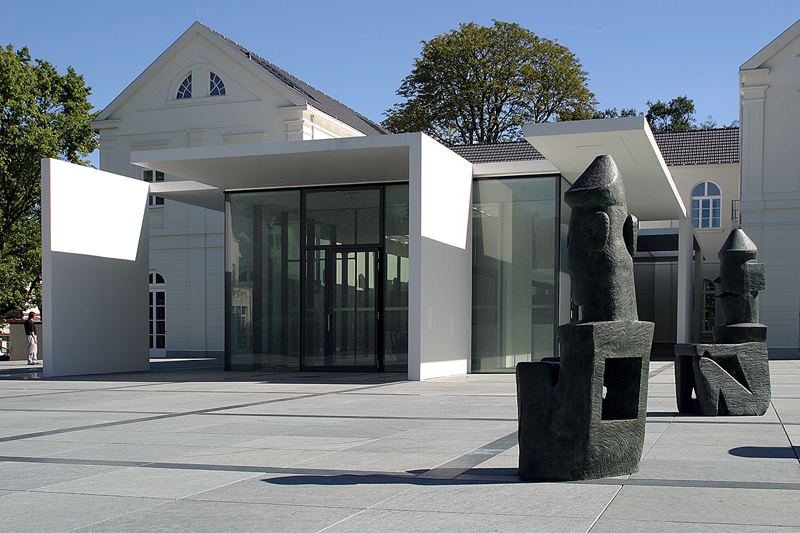
Max-Ernst-Museum

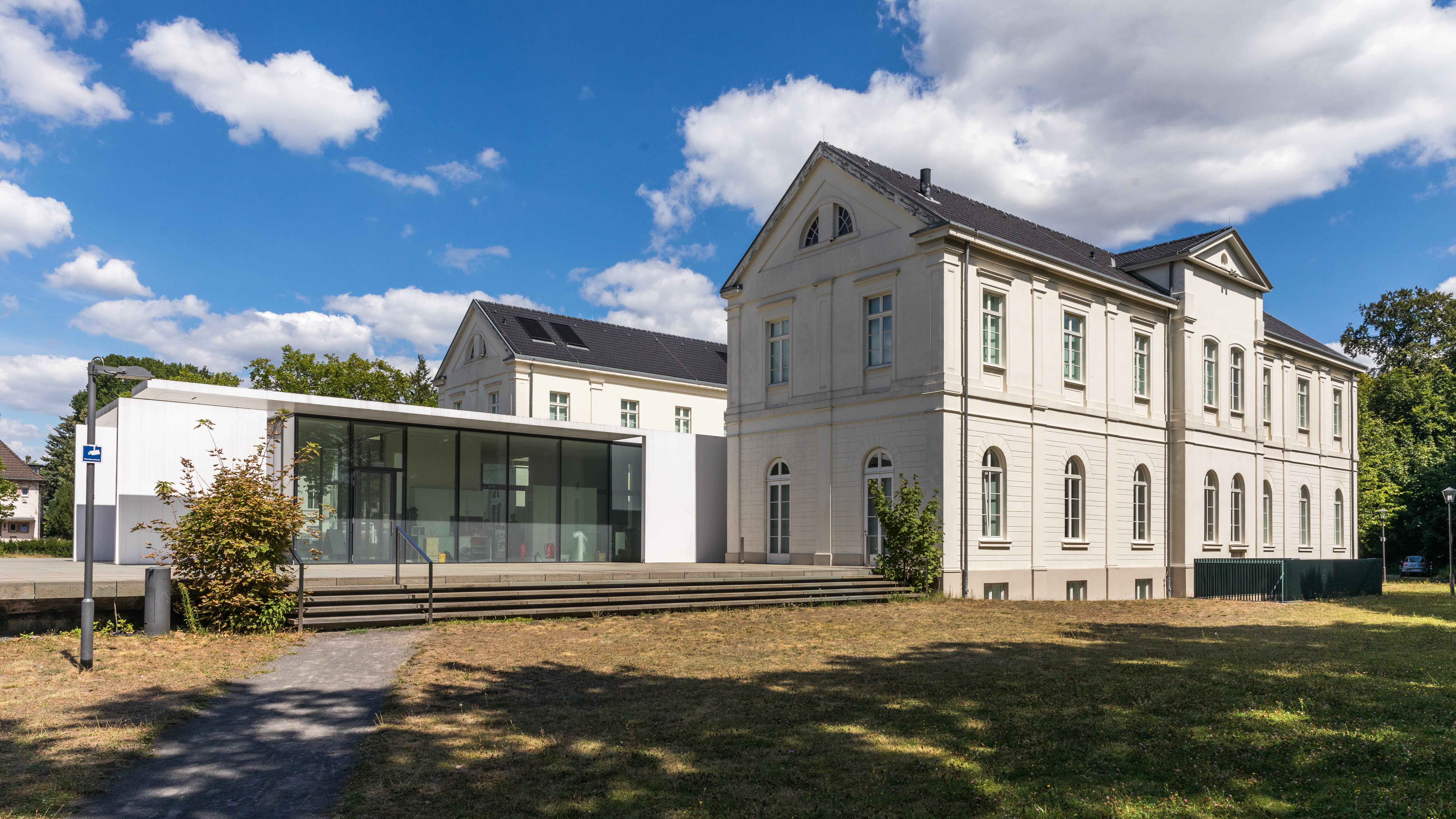

Max Ernst Museum Brühl (pol. Muzeum Max Ernsta w Brühl) – muzeum sztuki poświęcone twórczości malarza Maxa Ernsta. Otwarte zostało 4 września 2005 roku w Brühl w Nadrenii Północnej-Westfalii, w rodzinnym mieście artysty.

## Wystawa
Prace Maxa Ernsta prezentowane są w porządku chronologicznym na powierzchni 1100 metrów kwadratowych. Dzielą się na dwa działy: "Grafika" i "Rzeźba". Dodatkowo 500 metrów kwadratowych przeznaczono na wystawy czasowe. 
W 2009 r. do muzeum został przeniesiony obraz "Płatki kwiatka i ogród Nimfy Ancolie" (1934), wypożyczony z Domu Sztuk (niem. Kunsthaus) w Zurychu.
W 2010 roku z okazji 10-lecia utworzenia muzeum z prywatnej kolekcji zakupiono obraz Maxa Ernsta "Nocturne IV" (Nocna Część (niem. Nachtstück)), który powstał 1967 w Seillans.